# Saxifraga nigroglandulosa
Saxifraga nigroglandulosa är en stenbräckeväxtart som beskrevs av Adolf Engler och Irmsch.. Saxifraga nigroglandulosa ingår i Bräckesläktet som ingår i familjen stenbräckeväxter. Inga underarter finns listade i Catalogue of Life.